# アウトバーン 23
アウトバーン 23（ドイツ語: Bundesautobahn 23, BAB 23 または A 23）、通称西海岸アウトバーン（Westküstenautobahn）はドイツの高速道路、アウトバーンの一路線である。
北のハイデ付近から南のハンブルクまで96 kmの路線を持つ地方道路である。